# Serie A (pallapugno)
Serie A  di pallapugno è la più importante competizione italiana di questo sport.

## Storia
Sebbene i primi tornei di pallapugno (pallone elastico) risalgano alla fine del XIX secolo, con la partecipazione di giocatori leggendari come Giuseppe Filippa di Cravanzana, detto Ghindo, il primo campionato regolare fu organizzato nel 1912. Fra i campioni di quest'epoca vanno ricordati Riccardo Fuseri (quattro scudetti consecutivi), Pierino Bonsignore e Maggiorino Bistolfi (due scudetti), Raffaele Ricca (quattro scudetti). Ad Asti, nel 1920, il sanremese Milin Panizzi scaglia un pallone di 180 grammi a 87,5 metri, stabilendo un primato. La specialità è molto diffusa e rivaleggia con il calcio: praticano la pallapugno, tra gli altri, Vittorio Pozzo, commissario tecnico della nazionale di calcio due volte campione del mondo, Carlo Parola, Renato Cesarini e molti altri calciatori famosi.
Negli anni trenta il pallone elastico viene incluso dall'organizzazione sportiva fascista nell'Opera Nazionale Dopolavoro, la struttura che regola tutte le attività ricreative, ma riceve poche risorse, rimanendo ai margini del movimento sportivo nazionale. Il campionato dell'epoca ha scarsa rilevanza e le squadre partecipanti sono pochissime: addirittura, nel 1937, il campione uscente Paolo Rossi (pallonista) non può difendere il titolo in quanto gli organizzatori non lo avvisano in tempo dell'inizio della competizione.
Nel maggio del 1946 alcuni appassionati ed ex dirigenti si riuniscono a Torino nel tentativo di organizzare una federazione, ma i lavori si prolungano e a dicembre dello stesso anno il pallone si ritrova inglobato nella Federazione Italiana Palla Tamburello (sport).
Nell'immediato dopoguerra gli impianti agibili sono pochi e il pallone elastico è gestito in pratica dagli impresari degli sferisteri di Torino, Alba, Acqui Terme, in ottica fortemente speculativa. In questo periodo il campionato si tiene a settembre, verso la fine di una stagione sportiva costellata da tornei, con i giocatori in condizioni fisiche non più ottimali. Il campionato riprende nel 1947, con poche squadre partecipanti e il rinnovo della sfida tra il campione Augusto Manzo, considerato da molti il più grande giocatore della storia, e l'eterno secondo Francesco Gioetti. Tra il 1947 e il 1951 Manzo vince il campionato per cinque volte di fila, un'impresa mai più ripetuta da nessuno, e nel 1942 partecipa anche al campionato di pallone col bracciale, a Rimini, vincendolo contro i più affermati campioni della specialità.
All'inizio degli anni cinquanta lo sport incomincia a svilupparsi, grazie agli sforzi di alcuni dirigenti, come il direttore dello sferisterio di Alba Romualdo Isnardi e il giornalista della Gazzetta d'Alba Remo Gianuzzi, determinati a liberare lo sport dalle scommesse (la cosiddetta "camorra") e ad aprirlo ai giovani e a farlo conoscere sui giornali. Nel 1951 viene fondata a Torino l'Unione Italiana Pallone Elastico (UIPE), con la presenza, tra gli altri, di Isnardi, Gianuzzi e Manzo.
Lo sport incomincia ad attirare l'interesse dei giornali: in questo periodo La Stampa, Il Popolo Nuovo, Tuttosport, la Gazzetta del Popolo, Il Secolo XIX, il Corriere del Popolo iniziano a riportare regolarmente la cronaca degli avvenimenti pallonistici. Vennero inaugurati nuovi sferisteri a Carcare, Santo Stefano Belbo, Imperia, Ceva, Cuneo, Bra, mentre ripresero l'attività quelli di Asti, Bene Vagienna e Loano. Nel 1951 la finale del torneo di Torino tra Augusto Manzo e Franco Balestra attirò 5000 spettatori quando contemporaneamente si disputò la sfida cittadina di calcio Torino-Juventus. Nel 1955 si gioca a Fossano un incontro amichevole tra una formazione di calciatori, guidati dall'ex juventino Felice Borel, e una squadra locale: vincono i calciatori per 7 a 4.
Lo sport si sposta verso il professionismo: nel 1953 il campione Franco Balestra passa alla Sapet Torino con un contratto annuale di 500.000 lire (somma inferiore a quella percepita dai calciatori più pagati dell'epoca ma sempre molto elevata). Dato che i tornei garantiscono ottimi guadagni e tolgono interesse al campionato, nel 1959 la federazione stabilisce che tutte le squadre di prima e seconda categoria riposino il giorno prima delle partite di campionato.
Negli anni Sessanta il campionato diventa finalmente l'evento principale della stagione, prendendo gradualmente il sopravvento sui tornei, che durante il decennio si diradano sempre di più. È il periodo di maggiore popolarità della pallapugno, che attira migliaia di tifosi in tutti gli sferisteri. I campioni più famosi sono Piero Alemanni, Aurelio Defilippi, Donato Feliciano, Beppe Corino, Guido Galliano.
Nel 1964 si ritira Augusto Manzo e nel 1967 demoliscono il famoso sferisterio Edmondo De Amicis di Torino: finisce un'epoca. Incomincia la rivalità tra Felice Bertola e Massimo Berruti, che si contenderanno i titoli italiani per vent'anni.
Nel 1983 si affianca al campionato la Coppa Italia. A partire dal 1992 vengono organizzate le prime competizioni internazionali, che negli anni successivi diventano i Campionati mondiali di sport sferistici, disputati anche in Italia, nel 2004.